# Robert Orleański
Robert Orleański, fr. Robert Philippe Louis Eugène Ferdinand d’Orléans (ur. 9 listopada 1840 w Paryżu, zm. 5 grudnia 1910 w Saint Fermin) – książę Chartres, młodszy syn Ferdynanda Filipa Orleańskiego i Hélène Mecklemburg-Schwerin. Młodszy brat Filipa, księcia Paryża pretendenta do tronu Francji jako Filip VII.
Urodzony w 1840, w młodym wieku został sierotą. Jego ojciec zmarł w 1842 – w wypadku powozu w Sablonville, a matką w 1857 zmarła na grypę, którą zaraziłą się od Roberta. Robertem i jego starszym bratem zaopiekowali się dziadkowie: król Ludwik Filip I i królowa Maria Amelia Sycylijska. Po rewolucji 1848 roku, która obaliła jego dziadka, cała rodzina zmuszona była udać się na wygnanie. 24 lutego Ludwik Filip I chciał abdykować na rzecz swojego wnuka – starszego brata Roberta. Matka braci w tym wypadku zostałaby proklamowana regentką. Parlament francuski nie zgodził się na nowego króla i ustanowił II Republikę. Robert z bratem i matką udali się do Niemiec, a Ludwik Filip I i pozostali członkowie rodziny – do Anglii. Ukończył Szkołę Kawalerii w Saumur, 5 maja 1871 został oficerem Legii Honorowej, a na  ślubie swojej córki z synem duńskiego króla w 1885 został kawalerem Orderu Słonia.
11 czerwca 1863, w Kingston upon Thames poślubił swoją kuzynkę – Franciszkę Orleańską (1844–1925), córkę Franciszka Orleańskiego – księcia de Joinville i Franciszki Bragança. Para ta miała pięcioro dzieci:
- Marie Amélie Françoise Hélène (1865–1909), od 1885 żonę księcia Waldemara Duńskiego,
- Robert Louis Philippe Ferdinand François Marie (1866–1885),
- Henri Philippe Marie (1867–1901), pisarza i malarza
- Marguerite Marie Françoise Louise (1869–1940), od 1896 żonę Marie-Armand-Patrice de Mac-Mahon, księcia Magenta,
- Jean Pierre Clément Marie, pretendenta do tronu francuskiego, tytułowanego księciem de Guise (1874–1940)